# Lube

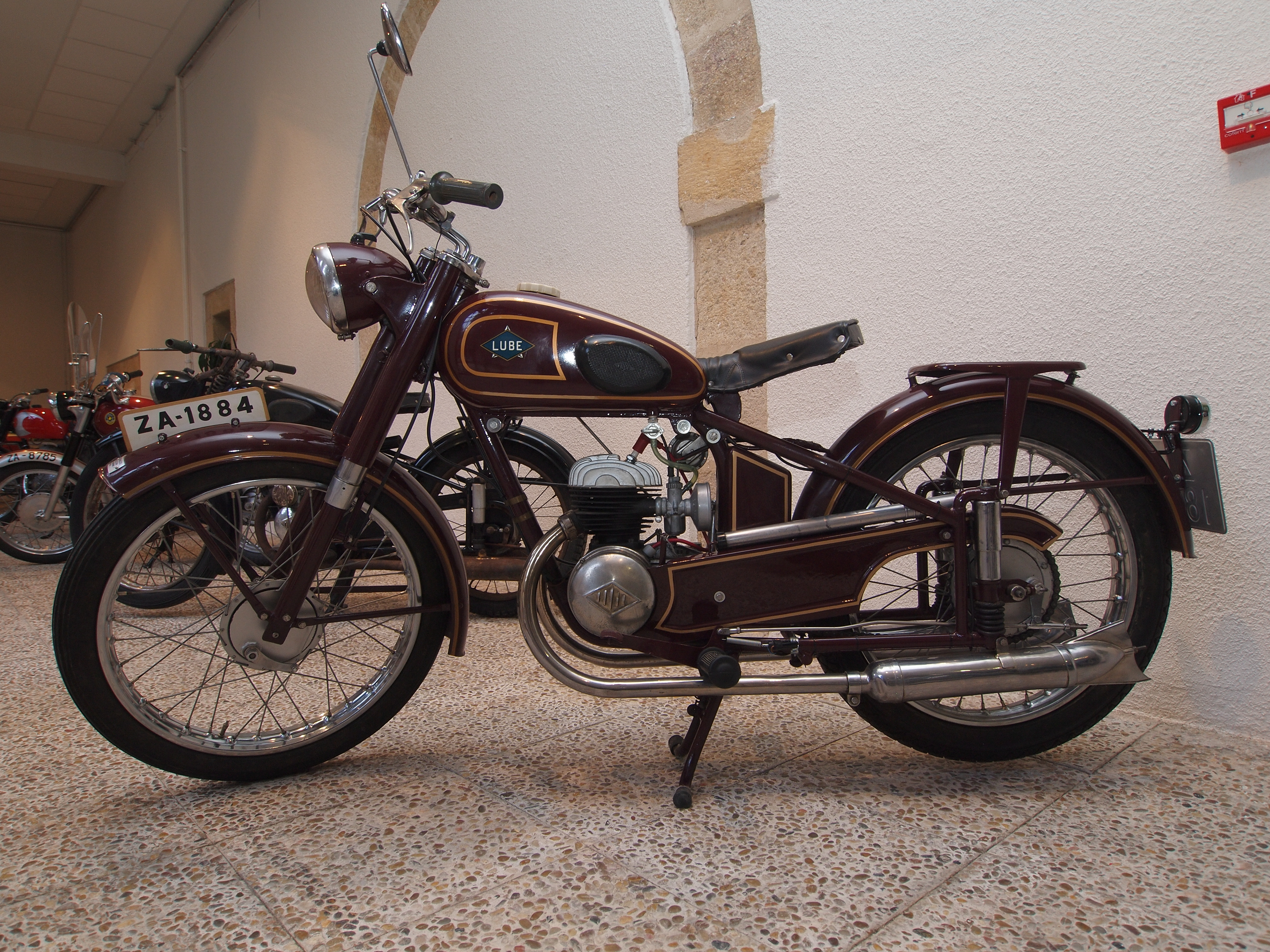
Lube 99 (1955)

Lube is een historisch motorfietsmerk.
Lube: Luís Bejarano S.A, later Lube-NSU, Bilbao (1949-1965).
Spaans merk dat altijd nauw verbonden was met NSU. Daarom werden er in de Lube-motorfietsen ook altijd NSU-motoren ingebouwd. Dit waren tweetakten en kopkleppers van 49- tot 248 cc. Nadat NSU de poorten sloot bouwde Lube andere tweetaktmotoren in.